# Alfred Körner
Alfred Körner (Viena, Austria, 14 de febrero de 1926-ibídem, 23 de enero de 2020) fue un jugador y entrenador de fútbol austríaco. En su etapa como jugador profesional se desempeñaba como delantero.

## Biografía
Inició su carrera como futbolista en el SK Rapid Viena en 1942. Fue apodado Körner II para distinguirlo de su hermano mayor Robert, quien era conocido como Körner I. Desde 1942 hasta 1959, disputó un total de 17 temporadas con el Rapid Viena, convirtió 157 goles en 283 partidos de liga, y ganó siete campeonatos austríacos, una Copa de Austria y una Copa Zentropa. En 1959, fichó por el Admira Viena, que después cambiaría su nombre a Admira Energie, terminando allí su carrera en 1963. Tras su retiro como jugador, fue entrenador del First Vienna entre 1964 y 1967. Hasta el final, participó activamente en la vida de su club, el Rapid Viena: fue miembro del Consejo de Ética, asistió a todos los juegos en casa y fue un invitado habitual en todos los eventos importantes del club. Con motivo de su 90.º cumpleaños, la principal competencia de carrera del club, en la que Körner dio la señal de salida, pasó a llamarse Alfred-Körner-Lauf.

## Fallecimiento
Falleció la madrugada del jueves 23 de enero de 2020 en su Viena natal, a los noventa y tres años, tras una breve enfermedad.

## Selección nacional
Fue internacional con la selección austríaca en 47 ocasiones y convirtió 14 goles. Hizo su debut en 1947, en un amistoso ante Checoslovaquia. Posteriormente, fue convocado para disputar los Juegos Olímpicos de Londres 1948, donde el combinado austríaco solo jugó un partido y no pasó de los octavos de final. Fue seleccionado para disputar la Copa del Mundo de 1954, al igual que su hermano mayor Robert, quien además, era su compañero de equipo en el Rapid Viena. En los cuartos de final, Alfred marcó dos goles en la victoria por 7-5 contra Suiza. Este partido, conocido como «La batalla de calor de Lausana», es el encuentro con más goles en una Copa Mundial de Fútbol. Finalmente, su selección terminó en el tercer lugar, siendo el mayor éxito en la historia del fútbol austríaco hasta la fecha. También participó en la Copa Mundial de 1958, donde Austria quedó eliminada en la fase de grupos. Körner jugó todos los partidos y anotó un gol. Fue el último sobreviviente del equipo austríaco de los Juegos Olímpicos de 1948, y también fue el último sobreviviente del plantel de la Copa del Mundo de 1954, si solo se tienen en cuenta los que tuvieron minutos en el campo de juego.

### Participaciones en Copas del Mundo
| Mundial                        | Sede   | Resultado      | Partidos | Goles |
| ------------------------------ | ------ | -------------- | -------- | ----- |
| Copa Mundial de Fútbol de 1954 | Suiza  | Tercer lugar   | 4        | 2     |
| Copa Mundial de Fútbol de 1958 | Suecia | Fase de grupos | 3        | 1     |

### Participaciones en Juegos Olímpicos
| Olimpiada                        | Sede        | Resultado        | Partidos | Goles |
| -------------------------------- | ----------- | ---------------- | -------- | ----- |
| Juegos Olímpicos de Londres 1948 | Reino Unido | Octavos de final | 1        | 0     |

## Clubes

### Como jugador
| Club           | País    | Año       |
| -------------- | ------- | --------- |
| SK Rapid Viena | Austria | 1942-1959 |
| Admira Viena   | Austria | 1959-1960 |
| Admira Energie | Austria | 1960-1963 |

### Como entrenador
| Club            | País    | Año       |
| --------------- | ------- | --------- |
| First Vienna FC | Austria | 1964-1967 |

## Palmarés

### Campeonatos nacionales
| Título               | Club           | País    | Año  |
| -------------------- | -------------- | ------- | ---- |
| Campeonato austríaco | SK Rapid Viena | Austria | 1946 |
| Copa de Austria      | SK Rapid Viena | Austria | 1946 |
| Campeonato austríaco | SK Rapid Viena | Austria | 1948 |
| Campeonato austríaco | SK Rapid Viena | Austria | 1951 |
| Campeonato austríaco | SK Rapid Viena | Austria | 1952 |
| Campeonato austríaco | SK Rapid Viena | Austria | 1954 |
| Campeonato austríaco | SK Rapid Viena | Austria | 1956 |
| Campeonato austríaco | SK Rapid Viena | Austria | 1957 |

### Copas internacionales
| Título        | Club           | Sede            | Año  |
| ------------- | -------------- | --------------- | ---- |
| Copa Zentropa | SK Rapid Viena | Viena (Austria) | 1951 |

### Distinciones individuales
| Distinción                             | Año  |
| -------------------------------------- | ---- |
| Medalla de plata de la ciudad de Viena | 2006 |